# Villa Nougués
Villa Nougues is een plaats in het Argentijnse bestuurlijke gebied Lules in de provincie Tucumán. De plaats telt 10.785 inwoners.

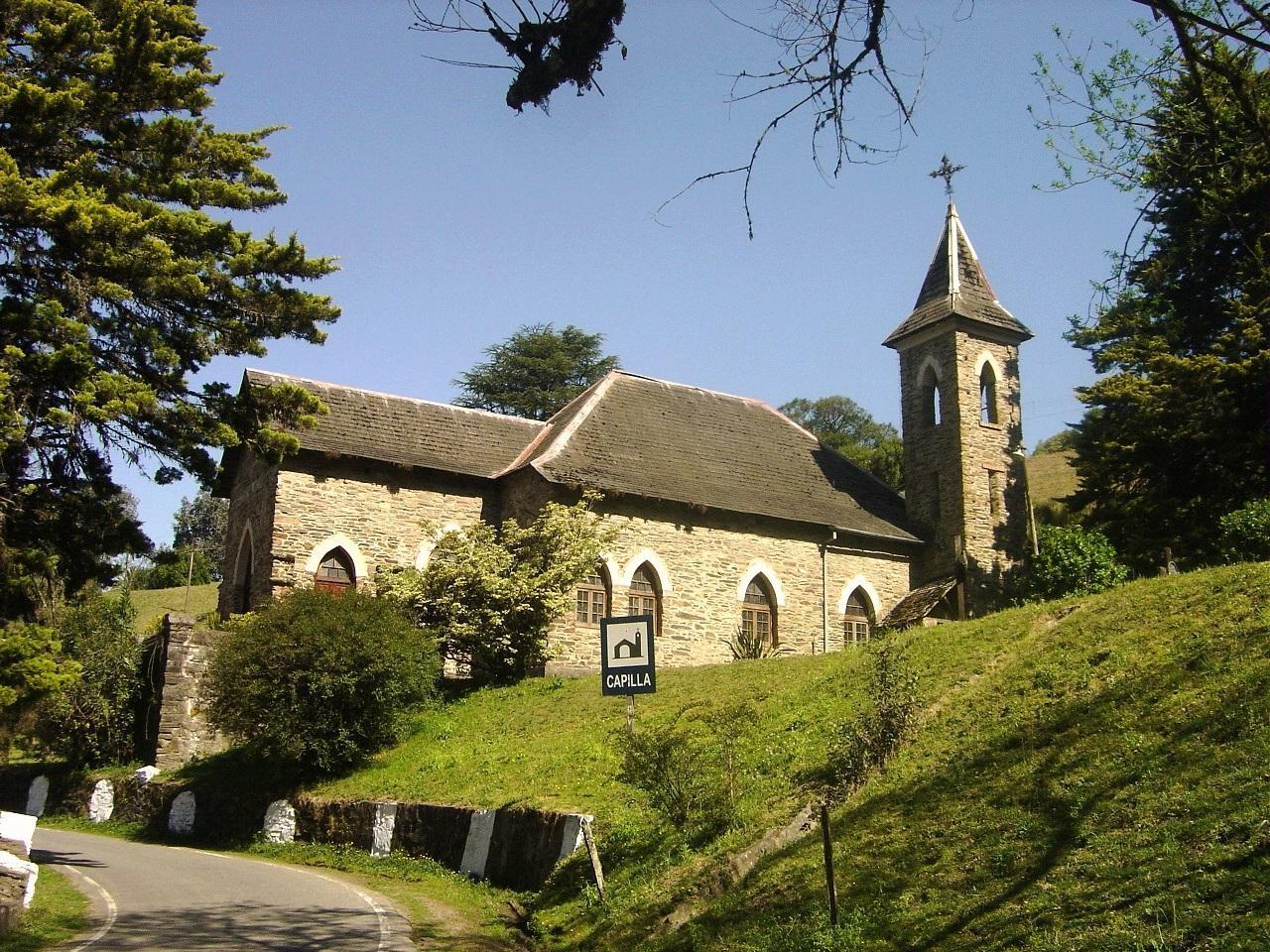
Capel van Villa Nougés,Argentinië